# Carleton Wolsey Washburne
Carleton Wolsey Washburne (1889-1971) va ésser un pedagog estatunidenc, creador i propulsor del Mètode Winnetka.
Durant la Segona Guerra Mundial fou nomenat sotsdirector de la Comissió d'Educació dels aliats a Itàlia.
Ha estat també president de la New School dels Estats Units.